# Mikiola fagi
La cecidomia del faggio (Mikiola fagi Hartig, 1839) è una specie di insetto dittero fitofago appartenente alla famiglia Cecidomyiidae.

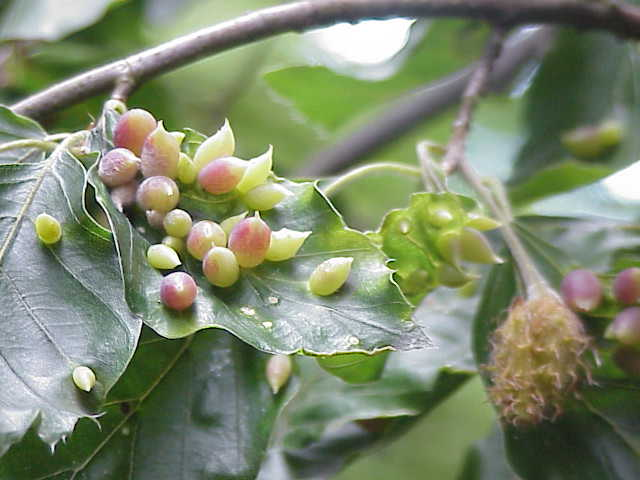
Galle causate da M. fagi

Le larve di questo dittero provocano galle piriformi sulle foglie del faggio danneggiando le giovani piante.
La distribuzione di M. fagi in foresta mostra una netta zonazione con la maggior abbondanza di individui nella parte più alta delle chiome probabilmente determinata da fattori microecologici quali il maggior irraggiamento solare di questa parte delle chiome.